# Воля-Дрошевська
Воля-Дрошевська (пол. Wola Droszewska) — село в Польщі, у гміні Ґодзеші-Великі Каліського повіту Великопольського воєводства.
Населення — 692 особи (2011).

## Демографія
Демографічна структура станом на 31 березня 2011 року:
|          | Загалом | Допрацездатний вік | Працездатний вік | Постпрацездатний вік |
| -------- | ------- | ------------------ | ---------------- | -------------------- |
| Чоловіки | 349     | 85                 | 227              | 37                   |
| Жінки    | 343     | 73                 | 191              | 79                   |
| Разом    | 692     | 158                | 418              | 116                  |